# División de Honor (Schach) 2015
Die División de Honor 2015 war die 21. Saison der División de Honor und gleichzeitig die 59. Spanische Mannschaftsmeisterschaft im Schach. Sie wurde mit acht Mannschaften ausgetragen, Meister wurde die Mannschaft von Solvay, während sich der Titelverteidiger Mérida Patrimonio de la Humanidad mit dem dritten Platz begnügen musste. Aus der Primera División waren Chess24-VTI-Atocha und Ajedrez Collado Villalba aufgestiegen. Während Atocha den Klassenerhalt erreichte, musste Villalba zusammen mit Escola d'escacs de Barcelona direkt wieder absteigen.
Zu den Mannschaftskadern der teilnehmenden Vereine siehe Mannschaftskader der División de Honor (Schach) 2015.

## Modus
Die acht teilnehmenden Mannschaften spielten ein einfaches Rundenturnier. Gespielt wurde an sechs Brettern, über die Platzierung entschied zunächst die Zahl der Mannschaftspunkte (zwei Punkte für einen Sieg, ein Punkt für ein Unentschieden, kein Punkt für eine Niederlage) und danach die Anzahl der Brettpunkte (ein Punkt für einen Sieg, ein halber Punkt für ein Remis, kein Punkt für eine Niederlage). Die beiden Letzten stiegen in die Primera División ab.

## Termine und Spielort
Das Turnier wurde vom 15. bis 21. August in Linares gespielt.

## Abschlusstabelle
| Pl. | Verein                                | Sp | G | U | V | Mannsch.-P. | Brett-P.  |
| --- | ------------------------------------- | -- | - | - | - | ----------- | --------- |
| 01. | Solvay                                | 7  | 5 | 2 | 0 | 12:2        | 28,0:14,0 |
| 02. | Sestao Fundacion EDP                  | 7  | 4 | 3 | 0 | 11:3        | 29,0:13,0 |
| 03. | Mérida Patrimonio de la Humanidad (M) | 7  | 5 | 1 | 1 | 11:3        | 29,0:13,0 |
| 04. | CA Magic Extremadura                  | 7  | 4 | 1 | 2 | 9:5         | 25,0:17,0 |
| 05. | Gros Xake Taldea                      | 7  | 2 | 2 | 3 | 6:8         | 17,5:24,5 |
| 06. | Chess24-VTI-Atocha (N)                | 7  | 2 | 1 | 4 | 5:9         | 15,0:27,0 |
| 07. | CE Escola d’Escacs de Barcelona       | 7  | 1 | 0 | 6 | 2:12        | 13,0:29,0 |
| 08. | Ajedrez Collado Villalba (N)          | 7  | 0 | 0 | 7 | 0:14        | 11,5:30,5 |

## Entscheidungen
|     | spanischer Mannschaftsmeister: Solvay                                                        |
|     | Absteiger in die Primera División: CE Escola d’Escacs de Barcelona, Ajedrez Collado Villalba |
| (M) | Titelverteidiger                                                                             |
| (N) | Vorjahresaufsteiger                                                                          |

## Kreuztabelle
| Ergebnisse | Ergebnisse                        | 01. | 02. | 03. | 04. | 05. | 06. | 07. | 08. |
| ---------- | --------------------------------- | --- | --- | --- | --- | --- | --- | --- | --- |
| 01.        | Solvay                            |     | 3   | 3   | 4   | 4½  | 5   | 4   | 4½  |
| 02.        | Sestao Fundacion EDP              | 3   |     | 3½  | 3   | 3   | 6   | 5   | 5½  |
| 03.        | Mérida Patrimonio de la Humanidad | 3   | 2½  |     | 4   | 5½  | 5½  | 4½  | 4   |
| 04.        | CA Magic Extremadura              | 2   | 3   | 2   |     | 4   | 4½  | 4½  | 5   |
| 05.        | Gros Xake Taldea                  | 1½  | 3   | ½   | 2   |     | 3   | 3½  | 4   |
| 06.        | Chess24-VTI-Atocha                | 1   | 0   | ½   | 1½  | 3   |     | 5   | 4   |
| 07.        | CE Escola d’Escacs de Barcelona   | 2   | 1   | 1½  | 1½  | 2½  | 1   |     | 3½  |
| 08.        | Ajedrez Collado Villalba          | 1½  | ½   | 2   | 1   | 2   | 2   | 2½  |     |

## Die Meistermannschaft
| 1.            | Solvay |
| Schachfiguren | P. Harikrishna, B. Adhiban, Surya Shekhar Ganguly, Alexandar Deltschew, Sergio Cacho Reigadas, Elizbar Ubilava, Jesús María de la Villa García. |